# Калмантай (село)
Калмантай (чув. Калманттай) — село в Вольском районе Саратовской области, в составе сельского поселения Черкасское муниципальное образование.
Население — 530 (2010) человек.

## История
В Списке населённых мест Российской империи по сведениям за 1859 год упоминается как казённая деревня Колмантай Хвалынского уезда Саратовской губернии, расположенная при реке Коломантай по левую сторону из города Хвалынска в квартиру второго стана и в Кузнецкий уезд на расстоянии 63 вёрст от уездного города. В населённом пункте имелось 211 дворов, проживали 652 мужчины и 612 женщины, имелись 5 мельниц. 
Согласно переписи 1897 года в сельце Коломантай проживали 2279 жителей (1045 мужчин и 1234 женщины), из них православных — 1947, старообрядцев — 328.
Согласно Списку населённых мест Саратовской губернии 1914 года село Калмантай относилось к Шалкинской волости. По сведениям за 1911 год в селе проживали преимущественно бывшие государственные крестьяне, чуваши и мордва, составлявшие одно сельское общество. В Калмантае насчитывалось 512 дворов, проживали 1433 мужчины и 1447 женщин, имелись 1 православная церковь, 1 единоверческая церковь, 1 церковно-приходская школа.
С 1928 — в составе Черкасского района Вольского округа Нижне-Волжского края, с 1935 — в составе того же района Саратовского края, в 1936 году преобразованного в Саратовскую область. В составе Вольского района — с 1960 года.

## Физико-географическая характеристика
Село находится в пределах Приволжской возвышенности, являющейся частью Восточно-Европейской равнины, на реке Калмантай, на высоте около 140 метров над уровнем моря. Рельеф местности - сильно-пересечённый. Восточнее и западнее села сохранились широколиственные леса. Почвы - чернозёмы.
Село расположено в северной части района примерно в 60 км по прямой от районного центра города Вольска. По автомобильным дорогам расстояние до районного центра составляет 75 км, до областного центра города Саратов - 210 км,
до административного центра сельского поселения - села Черкасское - 22 км.
Часовой пояс
Калмантай, как и вся Саратовская область, находится в часовой зоне МСК+1. Смещение применяемого времени относительно UTC составляет +4:00.

## Население
Динамика численности населения по годам:
| Годы      | 1859 | 1897 | 1911 | 2002 |
| --------- | ---- | ---- | ---- | ---- |
| Население | 1266 | 2279 | 2880 | 600  |

| 2002 | 2010 |
| ---- | ---- |
| 600  | ↘530 |

Национальный состав
Согласно результатам переписи 2002 года чуваши составляли 70 % населения села.